# Ellen e William Craft

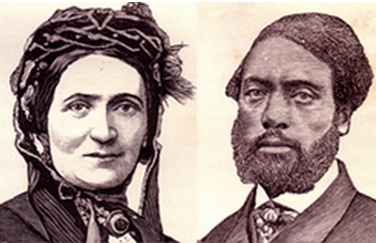
Ellen e William Craft, escravos fugitivos e abolicionistas.

Ellen Craft (1826-1891) e William Craft (25 de setembro de 1824 - 29 de janeiro de 1900) eram escravos de Macon, Geórgia, nos Estados Unidos, que escaparam para o Norte em dezembro de 1848 para viajar de comboio e barco a vapor, chegando na Filadélfia no dia de Natal. Ela se fez passar como um agricultor branco e ele como seu escravo pessoal. A ousada fuga foi amplamente divulgada, tornando-os entre os mais famosos escravos fugitivos. Os abolicionistas destacaram-os em palestras públicas para obter apoio na luta para acabar com a instituição. À medida que tinha pele clara e era filha  mestiça de uma escrava Mulata e seu senhor branco, Ellen Craft usou sua aparência para se passar por um homem branco, vestido-se com roupa apropriada.
Ameaçados por apanhadores de escravos em Boston após a aprovação da 'Lei do Escravo Fugitivo' de 1850, os Crafts fugiram para a Inglaterra, onde viveram por quase duas décadas e criaram cinco filhos. Os Crafts palestraram publicamente sobre sua fuga. Em 1860, eles publicaram um relato escrito, Running a Thousand Miles for Freedom; Or, The Escape of William and Ellen Craft from Slavery. Uma das mais convincentes das muitas narrativas de escravos publicadas antes da Guerra Civil Americana, o livro chegou a várias audiências públicas na Grã-Bretanha e Estados Unidos. Após seu retorno para os EUA em 1868, os Crafts abriram uma escola agrícola para filhos de escravos libertos na Geórgia e trabalharam em fazendas até 1890. A história deles foi reeditada nos Estados Unidos em 1999, com os dois Crafts creditados como autores, e está disponível on-line no Projeto Gutenberg e da Universidade da Virgínia.